# Sulcus primigenius

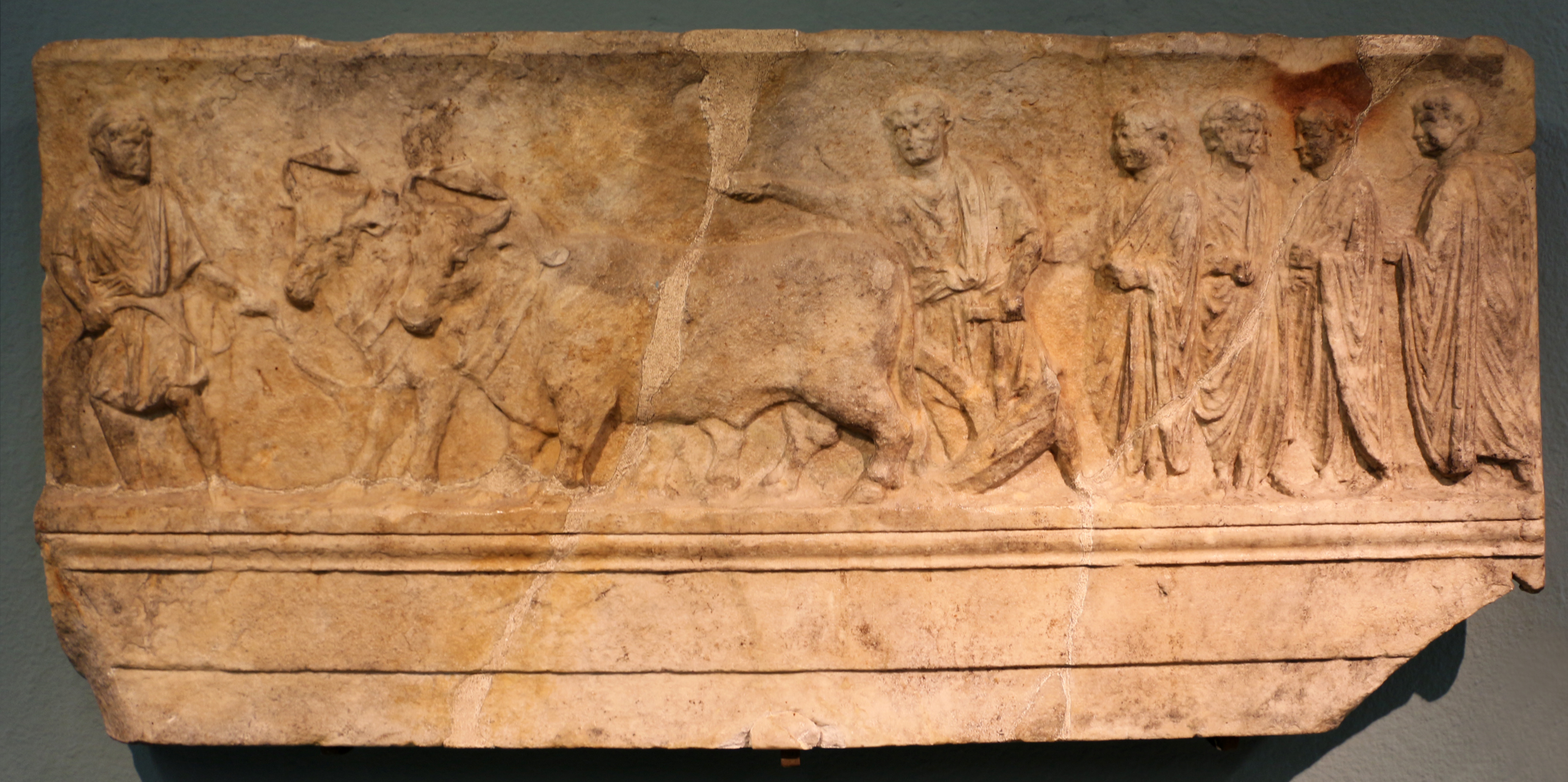
Ziehung des Sulcus primigenius der Stadt Aquileia im Jahr 181 v. Chr., spätere Darstellung aus der Mitte des 1. Jahrhunderts n. Chr.

Der Sulcus primigenius (lateinisch „allererste Furche“) ist in der antiken Siedlungskultur eine mit einem Pflug im Kreise gezogene Furche, die den Graben außen und den Aufwurf nach innen hat. Sie ist die symbolische erste Mauer um eine zu gründende Stadt, die Furche wächst später zum Graben und der Aufwurf zur Mauer. Konsequenterweise wird die Furche an den Stellen, an denen sich später die Tore befinden werden, unterbrochen.
Der Sulcus primigenius ist vom Pomerium unterschieden. Das Pomerium war wahrscheinlich der Maueranger. Das Pomerium ist stets durchgängig, der Sulcus primigenius nicht. Der Vorgang selbst heißt im Lateinischen urvare. Hierher gehört *urbare, ein Wort, aus dem sich dann Urbs ableitet. 